# Siefersheim

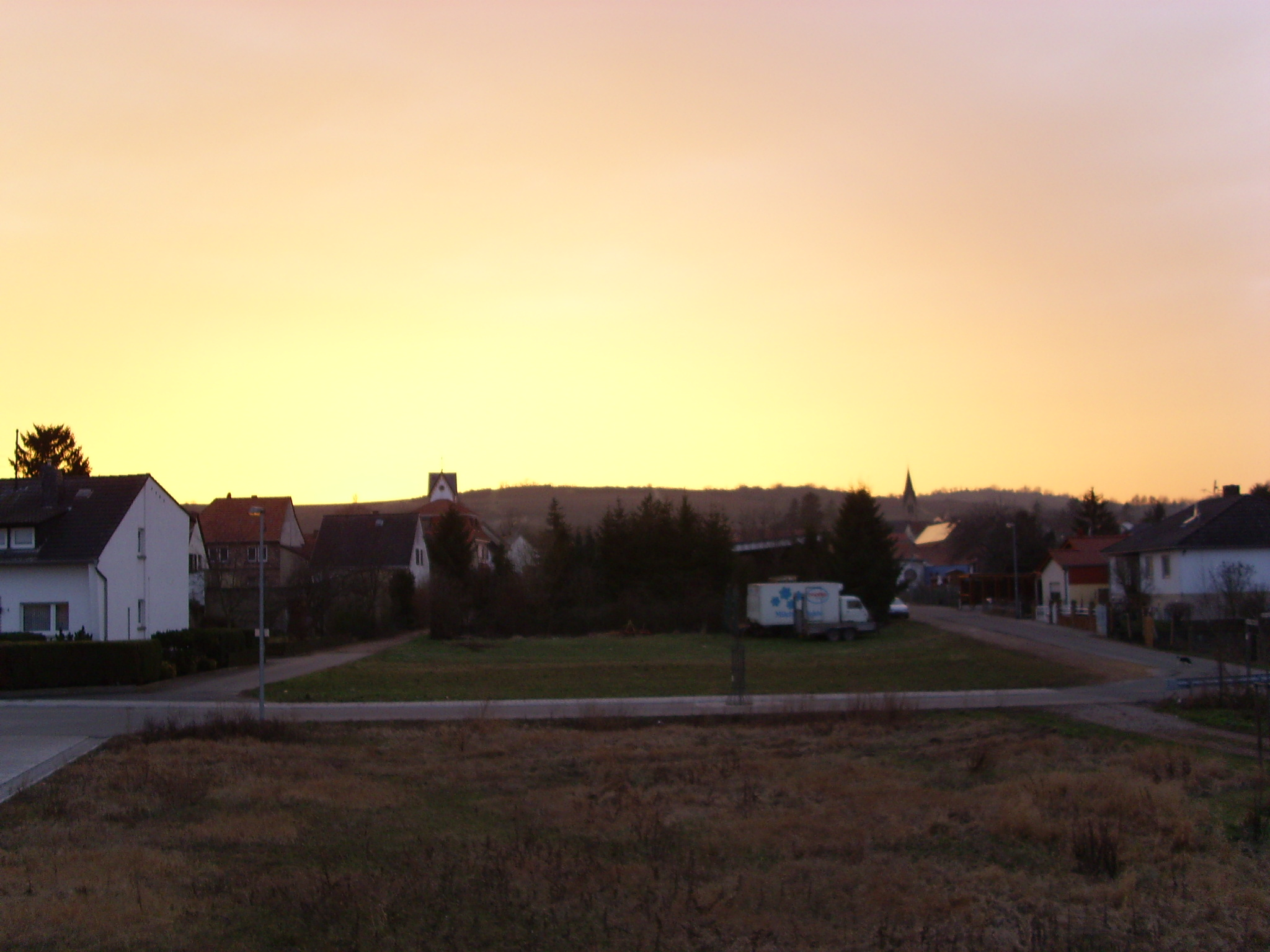
Blick über einen Teil von Siefersheim bei Sonnenuntergang

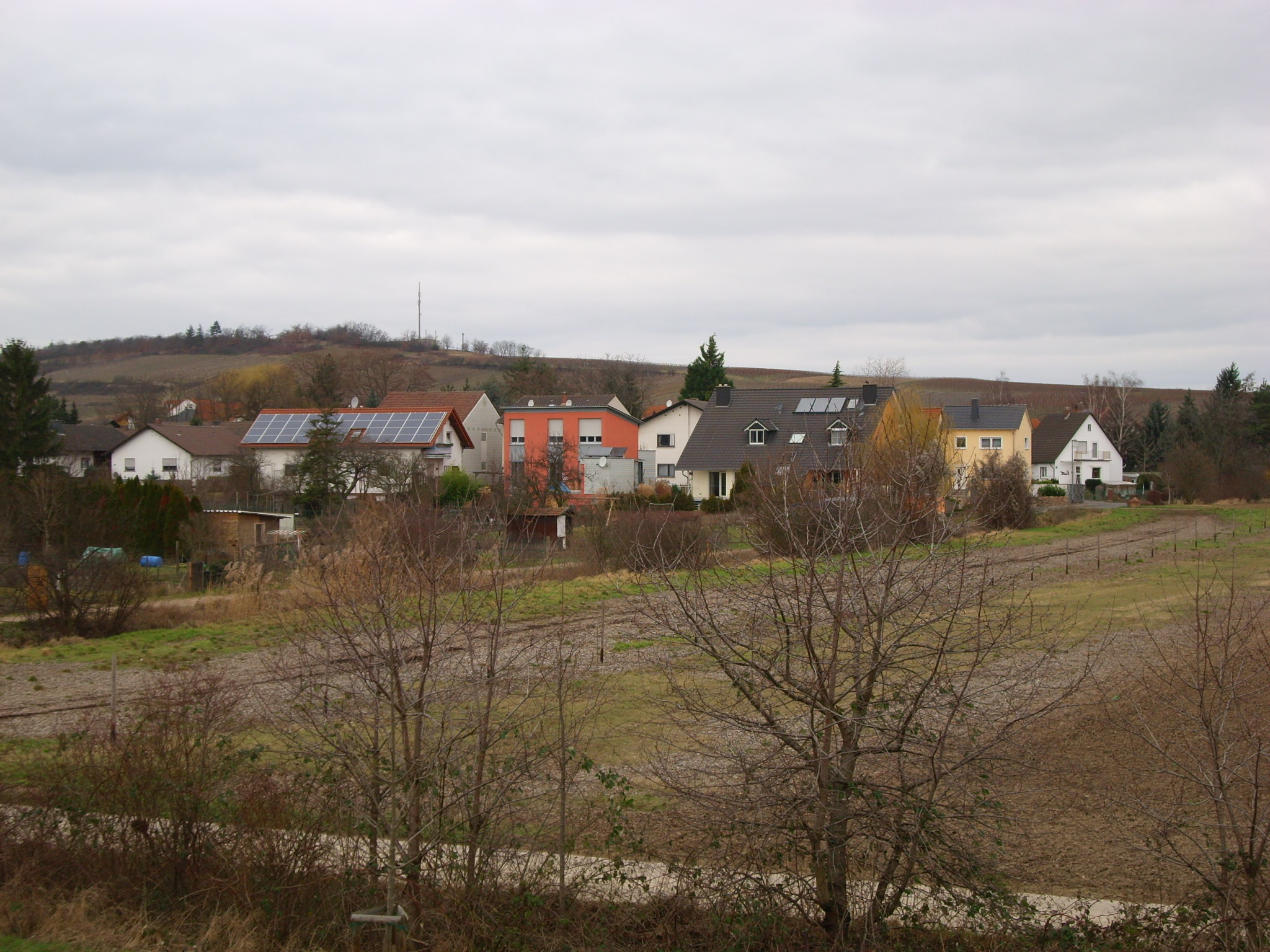
Blick über einen Teil von Siefersheim

Siefersheim ist eine Ortsgemeinde im Landkreis Alzey-Worms in Rheinland-Pfalz. Sie gehört der Verbandsgemeinde Wöllstein an.

## Geographie
Die Ortsgemeinde Siefersheim liegt am westlichen Rand von Rheinhessen.
Nachbargemeinden sind Wonsheim, Wöllstein, Eckelsheim, Gumbsheim und Neu-Bamberg.

## Geschichte
Der Ort wurde 1254 erstmals urkundlich erwähnt.
Infolge der Koalitionskriege gehörte Siefersheim von 1798 bis 1814 zu Frankreich, nach dem Wiener Kongress (1815) zur neugebildeten Provinz Rheinhessen des Großherzogtums Hessen (-Darmstadt), das nach der Novemberrevolution 1918 in den Volksstaat Hessen überging.
Nach dem Zweiten Weltkrieg wurde Siefersheim innerhalb der französischen Besatzungszone Teil des 1946 neu gebildeten Landes Rheinland-Pfalz.

## Politik

### Gemeinderat
Der Gemeinderat in Siefersheim besteht aus 16 Ratsmitgliedern, die bei der Kommunalwahl am 9. Juni 2024 in einer personalisierten Verhältniswahl gewählt wurden, und der ehrenamtlichen Ortsbürgermeisterin als Vorsitzender.
Die Sitzverteilung im Gemeinderat:
| Wahl | SPD               | Grüne             | WGF               | WGFb              | Gesamt   |
| ---- | ----------------- | ----------------- | ----------------- | ----------------- | -------- |
| 2024 | –                 | –                 | 11                | 5                 | 16 Sitze |
| 2019 | –                 | –                 | 11                | 5                 | 16 Sitze |
| 2014 | 6                 | 1                 | 9                 | –                 | 16 Sitze |
| 2009 | per Mehrheitswahl | per Mehrheitswahl | per Mehrheitswahl | per Mehrheitswahl | 16 Sitze |

- WGF = Wählergruppe Faust
- WGFb = Wählergruppe Fischborn

### Bürgermeister
Im Rahmen der Bürgermeisterwahl 2017 wurde Annerose Kinder mit 75 Prozent der Stimmen direkt zur Ortsbürgermeisterin gewählt. Sie löste Karl Kröhnert in diesem Amt ab. Bei der Kommunalwahl am 26. Mai 2019 wurde sie mit einem Stimmenanteil von 71,85 % in ihrem Amt bestätigt. Bei der Direktwahl am 9. Juni 2024 setzte sie sich mit 73,7 % gegen einen Mitbewerber durch.

### Wappen
Blasonierung: „Gespalten von Silber und Schwarz; rechts ein roter Zinnenturm (der Siefersheimer Ajax-Turm), darunter eine grüne Traube; links ein rotbewehrter, -gezungter und -gekrönter goldener Löwe.“

## Kultur und Sehenswürdigkeiten

### Bauwerke
Nahe der südwestlichen Gemarkungsgrenze von Siefersheim steht im Gewann Heerkretz der 1865 errichtete Ajax-Turm, ein denkmalgeschützter Weinbergsturm.

## Wirtschaft und Infrastruktur
Siefersheim ist vom rheinhessischen Weinbau geprägt und kann mit dem Weingut Wagner-Stempel ein VDP-Weingut vorweisen, sowie das Weingut „Alte Schmiede“ als DLG-empfohlenes Weingut.

### Bildung
- Grundschule Siefersheim am Martinsberg

## Persönlichkeiten
- Anton Forch (1785–1857), katholischer Priester, Pfarrer am Speyerer Dom, Domkapitular und Dompropst der Diözese Speyer
- Otto Moebus (1891–1970), hessischer Landtagsabgeordneter und Bürgermeister von Siefersheim
- Lucy D’Souza-Krone (* 1949), aus Indien stammende Malerin, lebt in Siefersheim.
- Niko Springer (* 2000), Bundesliga Darts-Spieler, lebt in Siefersheim.[8]